# Kincardine, Ontario

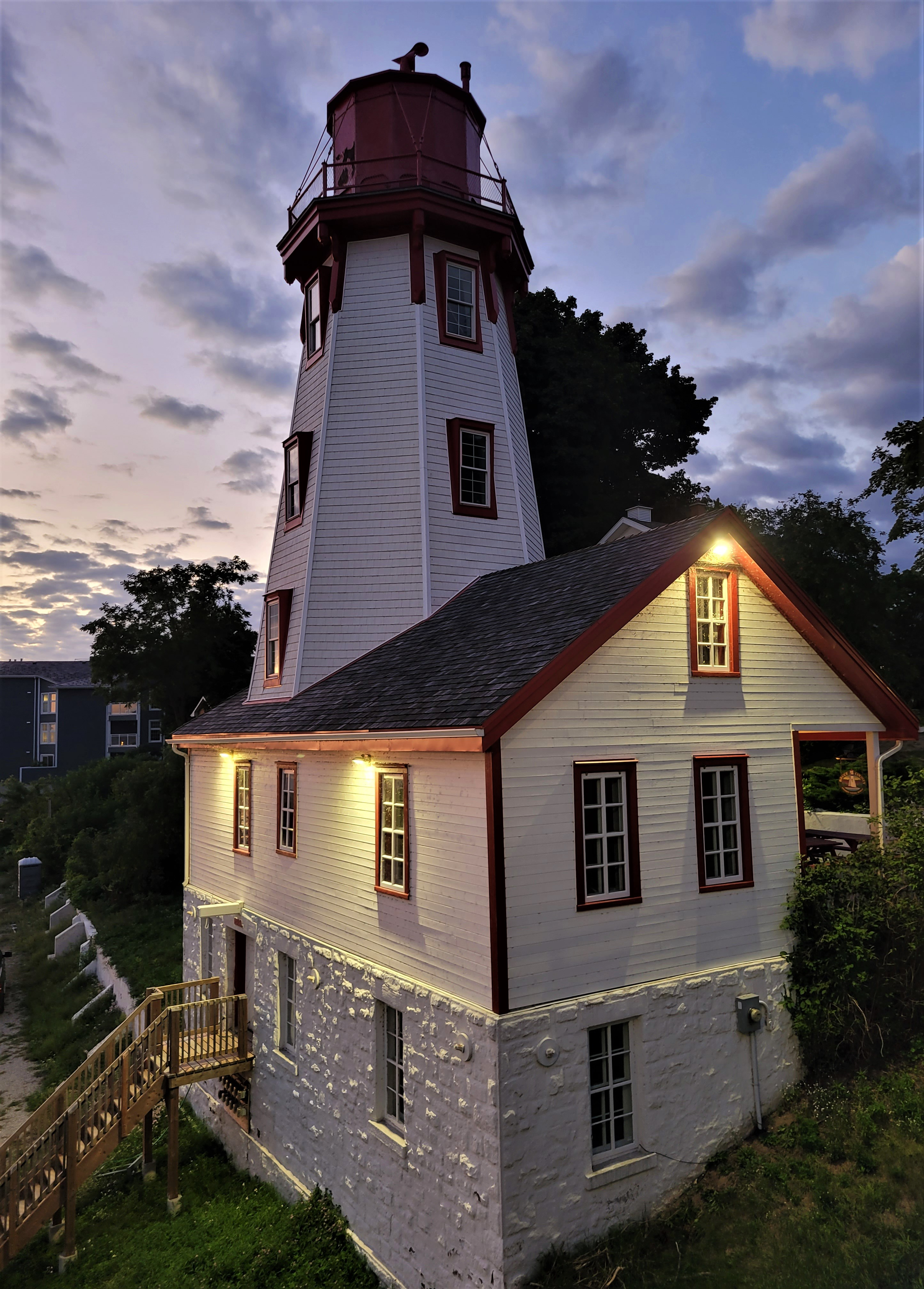
Fyr, Kincardine, Ontario

Kincardine är en ort i Kanada.   Den ligger i provinsen Ontario, i den sydöstra delen av landet, 500 km väster om huvudstaden Ottawa. Kincardine ligger 195 meter över havet och antalet invånare är 6 725.
Terrängen runt Kincardine är platt. Runt Kincardine är det glesbefolkat, med 11 invånare per kvadratkilometer.. Det finns inga andra samhällen i närheten. 
Trakten runt Kincardine består till största delen av jordbruksmark.